# Coleophora subdirectella
Coleophora subdirectella é uma espécie de mariposa do gênero Coleophora pertencente à família Coleophoridae.